# Geo Saizescu
Gheorghe (Geo) Saizescu (n. 14 noiembrie 1932, Prisăceaua, județul interbelic Mehedinți – d. 23 septembrie 2013, București) a fost un regizor, scenarist și actor român de film.
Fiul său, Cătălin, este actor, regizor și producător.

## Filmografie

### Regizor
- Doi vecini (1959)
- Celebrul 702 (1962) - regizor secund
- Un surîs în plină vară (1964)
- Dragoste la zero grade (1964) - în colaborare cu Cezar Grigoriu
- La porțile pămîntului (1966)
- Balul de sîmbătă seara (1968)
- Astă seară dansăm în familie (1972)
- Păcală (1974)
- Eu, tu, și... Ovidiu (1978)
- Șantaj (1981)
- Jocul de-a vacanța (1981) - teatru TV
- Grăbește-te încet (1982)
- Secretul lui Bachus (1984)
- Sosesc păsările călătoare (1985)
- Secretul lui Nemesis (1987)
- Harababura (1991)
- Călătorie de neuitat (1994) (serial TV)
- Păcală se întoarce (2006)
- Iubire elenă (2012)

### Scenarist
- Doi vecini (1959)
- Balul de sîmbătă seara (1968) - în colaborare cu Dumitru Radu Popescu
- Astă seară dansăm în familie (1972) - în colaborare cu Ion Băieșu
- Păcală (1974) - în colaborare cu Dumitru Radu Popescu
- Eu, tu, și... Ovidiu (1978) - în colaborare cu Alexandru Struțeanu și Beno Meirovici
- Șantaj (1981) - în colaborare cu Rodica Ojog Brașoveanu
- Harababura (1991) - în colaborare cu Ion Băieșu
- Păcală se întoarce (2006)
- Iubire elenă (2012)

### Actor
- S-a furat o bombă (1962)
- Celebrul 702 (1962)
- Partea ta de vină... (1963)
- Asediul (1971)
- Astă seară dansăm în familie (1972) - Bizarul
- Păcală (1974)
- Eu, tu, și... Ovidiu (1978)
- Din nou împreună (1978)
- Rug și flacără (1980)
- Al treilea salt mortal (1980)
- Lumina palidă a durerii (1980)
- Șantaj (1981)
- Am o idee!... (1981)
- Saltimbancii (1981)
- Grăbește-te încet (1982)
- Un saltimbanc la Polul Nord (1982)
- Buletin de București (1983) - avocatul Toplița
- Pe malul stîng al Dunării albastre (1983) - Teodor „Bobby” Davidescu
- Căruța cu mere (1983) - pretorul
- Fram (1983)
- Secretul lui Bachus (1984) - poetul Ieronim Stâncă
- Sosesc păsările călătoare (1985) - Foto Bujor
- Căsătorie cu repetiție (1985) - nea Gică de la Primărie
- Figuranții (1987)
- Secretul lui Nemesis (1987)
- Harababura (1991)
- Telefonul (1992)
- A doua cădere a Constantinopolului (1994)
- Paradisul în direct (1995)
- Milionari de weekend (2004) - Saizman
- Păcală se întoarce (2006) - deputatul „Cioara de pe gard”
- Iubire elenă (2012)